# Serie A 1983 (calcio femminile)
L'edizione 1983 è stata la sedicesima edizione del campionato italiano di Serie A femminile di calcio.
L'Alaska Gelati Lecce ha conquistato il suo terzo scudetto consecutivo. Il titolo di capocannoniere della Serie A è andato alla danese Susanne Augustesen, calciatrice dell'Alaska Gelati Lecce, autrice di 31 gol. Il Fiamma Sarcedo e il Giugliano sono stati retrocessi in Serie B.
Al termine del campionato il Piacenza ha rinunciato a iscriversi in Serie A, dichiarando successivamente la propria inattività. Inoltre, l'Alaska Gelati Lecce e la Marmi Trani 80 si sono fuse per dare vita all'Alaska Trani 80. Di conseguenza il Giugliano è stato riammesso in Serie A a completamento organico.

## Stagione

### Novità
Al termine della stagione 1982 l'Aurora Mombretto e il Real Torino (escluso dal campionato dopo la seconda rinuncia) sono stati retrocessi in Serie B. Sono stati promossi la Peugeot Talbot Piacenza e la Gioventù Sommese, vincitori degli spareggi promozione della Serie B 1982.
In seguito, il Gorgonzola e il Flase Cagliari hanno rinunciato ad iscriversi in Serie A. Il Gorgonzola si è successivamente iscritto in Serie C, mentre il Flase Cagliari ha dichiarato la propria inattività. Il Comitato Nazionale Gare (C.N.G.) non ha rimpiazzato le due società rinunciatarie riducendo perciò le partecipanti al campionato di Serie A 1983 da 14 a 12.
Avvengono inoltre i seguenti cambi di denominazione:
- da G.S.F. Spifa Galliera a G.S.F. Peugeot Talbot Piacenza di Piacenza;
- da A.C.F. Giugliano Castelsandra a A.C.F. Giugliano di Giugliano in Campania.

### Formato
Le 12 squadre partecipanti si affrontano in un girone all'italiana con partite di andata e ritorno per un totale di 22 giornate. Le ultime due classificate retrocedono in Serie B.

## Squadre partecipanti
| Club                    | Stagione | Città                        | Stagione precedente   |
| ----------------------- | -------- | ---------------------------- | --------------------- |
| Alaska Lecce            | dettagli | Veglie (LE)                  | Campione d'Italia     |
| Fiamma Monza            | dettagli | Monza (MI)                   | 11º posto in Serie A  |
| Giolli Gelati Roma      | dettagli | Roma                         | 7º posto in Serie A   |
| Gioventù Sommese        | dettagli | Somma Vesuviana (NA)         | 1º posto in Serie B/D |
| Giugliano               | dettagli | Giugliano in Campania (NA)   | 8º posto in Serie A   |
| Lazio CF                | dettagli | Roma                         | 6º posto in Serie A   |
| Marmi Trani 80          | dettagli | Trani (BA)                   | 3º posto in Serie A   |
| Peugeot Talbot Piacenza | dettagli | Piacenza                     | 1º posto in Serie B/B |
| Piacenza                | dettagli | Piacenza                     | 5º posto in Serie A   |
| Sartori FIAT Verona     | dettagli | Verona                       | 12º posto in Serie A  |
| Fiamma Sarcedo          | dettagli | Sarcedo (VI)                 | 10º posto in Serie A  |
| Tigullio 72             | dettagli | Santa Margherita Ligure (GE) | 9º posto in Serie A   |

## Classifica finale
|  | Pos. | Squadra                 | Pt | G  | V  | N | P  | GF | GS | DR  |
|  | ---- | ----------------------- | -- | -- | -- | - | -- | -- | -- | --- |
|  | 1.   | Alaska Lecce            | 41 | 22 | 20 | 1 | 1  | 69 | 14 | +55 |
|  | 2.   | Marmi Trani 80          | 41 | 22 | 19 | 3 | 0  | 57 | 7  | +50 |
|  | 3.   | Piacenza                | 34 | 22 | 16 | 2 | 4  | 53 | 23 | +30 |
|  | 4.   | Giolli Gelati Roma      | 23 | 22 | 10 | 3 | 9  | 27 | 29 | -2  |
|  | 5.   | Tigullio 72             | 18 | 22 | 7  | 4 | 11 | 23 | 29 | -6  |
|  | 6.   | Peugeot Talbot Piacenza | 18 | 22 | 6  | 6 | 10 | 20 | 30 | -10 |
|  | 7.   | Lazio CF                | 18 | 22 | 7  | 4 | 11 | 21 | 42 | -21 |
|  | 8.   | Fiamma Monza            | 17 | 22 | 5  | 7 | 10 | 18 | 35 | -17 |
|  | 9.   | Gioventù Sommese        | 16 | 22 | 6  | 4 | 12 | 28 | 38 | -10 |
|  | 10.  | Sartori FIAT Verona     | 15 | 22 | 3  | 9 | 10 | 12 | 27 | -15 |
|  | 11.  | Fiamma Sarcedo          | 14 | 22 | 3  | 8 | 11 | 22 | 50 | -28 |
|  | 12.  | Giugliano               | 9  | 22 | 3  | 3 | 16 | 17 | 43 | -26 |

Legenda:
      Campione d'Italia.
  Retrocesso e in seguito riammesso.
      Retrocesso in Serie B 1984.
Note:
Due punti a vittoria, uno a pareggio, zero a sconfitta.

## Risultati

### Calendario
| andata      | 1ª giornata          | ritorno    |
| 12 feb 1983 |                      | 7 mag 1983 |
| 2-0         | Roma-F.Sarcedo       | 0-1        |
| 0-0         | Giugliano-Lazio      | 0-1        |
| 0-0         | Peugeot PC-Verona    | 0-0        |
| 0-4         | Sommese-Lecce        | 1-6        |
| 0-2         | Tigullio 72-Piacenza | 0-2        |
| 3-0         | Trani 80-F.Monza     | 0-1        |

| andata     | 4ª giornata          | ritorno    |
| 5 mar 1983 |                      | 4 giu 1983 |
| 2-3        | Piacenza-Lecce       | 1-3        |
| 0-3        | Lazio-Sommese        | 1-3        |
| 5-0        | Trani 80-F.Sarcedo   | 3-0        |
| 1-1        | F.Monza-Tigullio 72  | 0-3        |
| 0-1        | Verona-Roma          | 0-0        |
| 1-2        | Giugliano-Peugeot PC | 0-2        |

| andata      | 7ª giornata          | ritorno    |
| 26 mar 1983 |                      | 2 lug 1983 |
| 2-3         | F.Sarcedo-Verona     | 1-1        |
| 2-1         | Piacenza-Lazio       | 4-1        |
| 2-0         | Roma-Giugliano       | 1-2        |
| 0-0         | Tigullio 72-Trani 80 | 0-1        |
| 1-1         | Sommese-Peugeot PC   | 2-4        |
| 0-3         | F.Monza-Lecce        | 1-3        |

| andata      | 10ª giornata          | ritorno     |
| 16 apr 1983 |                       | 23 lug 1983 |
| 5-1         | Tigullio 72-F.Sarcedo | 2-0         |
| 4-0         | Lazio-F.Monza         | 1-1         |
| 1-0         | Giugliano-Verona      | 0-1         |
| 2-0         | Trani 80-Lecce        | 1-1         |
| 1-3         | Peugeot PC-Piacenza   | 2-5         |
| 0-0         | Sommese-Roma          | 1-2         |

| andata      | 2ª giornata         | ritorno     |
| 19 feb 1983 |                     | 14 mag 1983 |
| 1-0         | Piacenza-Roma       | 3-1         |
| 0-3         | Lazio-Trani 80      | 0-5         |
| 0-0         | F.Monza-Peugeot PC  | 2-1         |
| 0-0         | Verona-Sommese      | 1-0         |
| 4-0         | Lecce-Tigullio 72   | 3-1         |
| 3-3         | F.Sarcedo-Giugliano | 1-0         |

| andata      | 5ª giornata         | ritorno     |
| 12 mar 1983 |                     | 11 giu 1983 |
| 4-0         | Lecce-F.Sarcedo     | 3-0         |
| 1-0         | Tigullio 72-Lazio   | 0-1         |
| 0-1         | Peugeot PC-Trani 80 | 0-3         |
| 2-0         | Roma-F.Monza        | 1-0         |
| 1-2         | Verona-Piacenza     | 0-3         |
| 2-1         | Sommese-Giugliano   | 0-1         |

| andata     | 8ª giornata            | ritorno    |
| 2 apr 1983 |                        | 9 lug 1983 |
| 2-0        | F.Monza-Verona         | 0-0        |
| 0-4        | Lazio-Lecce            | 1-9        |
| 1-5        | Giugliano-Piacenza     | 0-2        |
| 5-1        | Trani 80-Roma          | 6-0        |
| 1-0        | Peugeot PC-Tigullio 72 | 2-0        |
| 3-1        | Sommese-F.Sarcedo      | 3-4        |

| andata      | 11ª giornata      | ritorno     |
| 30 apr 1983 |                   | 30 lug 1983 |
| 3-1         | Roma-Tigullio 72  | 2-2         |
| 0-0         | F.Sarcedo-Lazio   | 1-2         |
| 1-1         | F.Monza-Giugliano | 3-2         |
| 1-1         | Verona-Trani 80   | 0-3         |
| 2-0         | Lecce-Peugeot PC  | 1-0         |
| 3-1         | Piacenza-Sommese  | 2-2         |

| andata      | 3ª giornata        | ritorno     |
| 26 feb 1983 |                    | 28 mag 1983 |
| 1-2         | Roma-Alaska Lecce  | 2-3         |
| 0-2         | Peugeot PC-Lazio   | 1-0         |
| 1-1         | F.Sarcedo-Piacenza | 0-4         |
| 0-1         | Sommese-F.Monza    | 1-2         |
| 1-0         | Tigullio 72-Verona | 1-1         |
| 2-0         | Trani 80-Giugliano | 4-1         |

| andata      | 6ª giornata           | ritorno     |
| 19 mar 1983 |                       | 18 giu 1983 |
| 2-0         | Alaska Lecce-Verona   | 3-0         |
| 1-0         | Lazio-Roma            | 1-2         |
| 2-1         | Trani 80-Sommese      | 2-1         |
| 2-2         | F.Sarcedo-Peugeot PC  | 1-1         |
| 4-1         | Piacenza-F.Monza      | 1-0         |
| 2-3         | Giugliano-Tigullio 72 | 0-2         |

| andata     | 9ª giornata         | ritorno     |
| 9 apr 1983 |                     | 16 lug 1983 |
| 2-2        | F.Sarcedo-F.Monza   | 1-1         |
| 3-3        | Verona-Lazio        | 0-1         |
| 5-1        | Lecce-Giugliano     | 1-0         |
| 0-2        | Piacenza-Trani 80   | 1-2         |
| 1-0        | Roma-Peugeot PC     | 3-0         |
| 0-1        | Tigullio 72-Sommese | 0-2         |

## Spareggio per il titolo
| 7 agosto 1983 | Alaska Lecce | 2 - 0 | Marmi Trani 80 | Brindisi |

- Alaska Gelati Lecce: Sogliani; Lanfranchi, Canzi (52' Ancora e 58' Semerano); R. Barba, Nilsson, Fortunato (66' Stopar); Bontacchio, Boselli, Augustesen, Mega, Reilly.
- Marmi Trani 80: Pavan; Marrazza (55' Macaolo), Bonato; Palma, Blagojevich, Langella; Russo, Sánchez Freire, Morace, O'Brien, Marsiletti. All. Santino Barbato.
- Arbitro: Podavini di Brescia.
- Segnalinee: Riello e Trombadore di Brescia.
- Reti: 19' autogol Langella (M), 65' Augustesen (A).

## Verdetti finali
- L'Alaska Gelati Lecce è Campione d'Italia 1983.
- Smalvic Fiamma Sarcedo e Giugliano (successivamente riammesso) retrocedono in Serie B.